# Suk Hyun-jun
Suk Hyun-jun (kor. 석현준; ur. 29 czerwca 1991 w Chungju) – południowokoreański piłkarz występujący na pozycji napastnika we francuskim klubie Troyes AC oraz w reprezentacji Korei Południowej.

## Kariera klubowa
Suk rozpoczął karierę w klubie Yongin FC. We wrześniu 2009 trafił na testy do Ajaksu, a miesiąc później podpisał półtoraroczny kontrakt z tym klubem ważny od stycznia 2010. W czerwcu 2011 podpisał dwuletni kontrakt z FC Groningen z możliwością przedłużenia o kolejne dwa lata. W styczniu 2013 przeszedł do CS Marítimo. W lipcu 2013 podpisał trzyletni kontrakt z Al-Ahli Dżudda. W czerwcu 2014 podpisał czteroletni kontrakt z CD Nacional. W styczniu 2015 podpisał trzyipółletni kontrakt z Vitórią Setúbal. W styczniu 2016 podpisał czteroipółletni kontrakt z FC Porto. W sierpniu 2016 został wypożyczony do Trabzonsporu. W lutym 2017 został wypożyczony na pół roku do Debreceni VSC. W sierpniu 2017 został wypożyczony z opcją pierwokupu do Troyes AC. W sierpniu 2018 przeszedł do Stade de Reims za 3 mln euro.

## Kariera reprezentacyjna
W reprezentacji Korei Południowej zadebiutował 7 września 2010 w przegranym 0:1 meczu towarzyskim z Iranem. Pierwszego gola w kadrze strzelił 3 września 2015 w wygranym 8:0 meczu eliminacji do Mistrzostw Świata 2018 z Laosem.
W 2016 roku wystartował na igrzyskach olimpijskich, na których wystąpił w czterech meczach i strzelił 3 gole: 2 w wygranym 8:0 spotkaniu z Fidżi i 1 w zremisowanym 3:3 meczu z Niemcami.